# 2019冠状病毒病巴布亚新几内亚疫情
2019冠状病毒病巴布亚新几内亚疫情是由严重急性呼吸系统综合症冠状病毒2（SARS-CoV-2）引起的COVID-19全球大流行的一部分。已确认该病毒于2020年3月20日到达巴布亚新几内亚。5月4日，巴布亚新几内亚宣布COVID-19病例数清零。但是，6月20日，政府确认了另一例COVID-19病例，该病在该国再次出现。
截至8月20日，巴布亚新几内亚共有361例病例，死亡4例，康复198例。

## 时间轴

### 2020年3月
3月20日，巴布亚新几内亚确诊第1例。

### 2020年4月
4月7日，巴布亚新几内亚确诊第2例。
4月16日，巴新政府确诊5例病例。
4月23日，来自东部高地省的一名45岁的老妇被确诊感染。巴布亚新几内亚的确诊数字达到8例。 

### 2020年5月
5月4日，代理卫生部长Paison Dakulala博士报告说，所有已知病例均已康复。莫尔兹比港进行了2,400次检测。

### 2020年6月
6月20日，巴新政府确诊第9例。
6月25日，巴布亚新几内亚确诊第10例，来自巴布亚新几内亚国防军，27岁。
6月26日，巴新政府确诊第11例。

### 2020年7月
7月16日，巴布亚新几内亚确诊4例病例，是检测病毒的主要的实验室的工作人员。
7月18日，巴布亚新几内亚确诊第16例。
7月20日，巴布亚新几内亚确诊2例。
7月21日，巴布亚新几内亚确诊8例。
7月22日，巴布亚新几内亚确诊3例。
7月23日，巴布亚新几内亚确诊1例。
7月24日，巴布亚新几内亚确诊第32例。
7月25日，巴布亚新几内亚确诊7例。
7月26日，巴布亚新几内亚创下了一天中新增确诊病例数的最高纪录，新增23例。
7月27日，巴布亚新几内亚出现首例死亡。
7月28日，巴布亚新几内亚出现第2例死亡，确诊1例。
7月29日，巴布亚新几内亚确诊4例。
7月30日，巴布亚新几内亚确诊5例。

### 2020年8月
8月1日，巴布亚新几内亚确诊19例。
8月2日，巴布亚新几内亚又确诊19例。
8月3日，巴布亚新几内亚确诊1例。
8月7日，布干维尔自治区确诊第一例病例。该患者是一名22岁的大学生，从莫尔兹比港返回布卡机场。

## 预防措施
巴布亚新几内亚政府从1月30日起禁止所有来自亚洲国家的人入境，并关闭了与印度尼西亚的边界。4月16日，由于在国家首都地区和西部省份又发生了其他确诊病例，紧急情况负责人发布了第16号国家紧急命令，封锁了首都地区。命令从晚8时至早6时宵禁，禁止大多数公众聚会，聚会人数限制在四人之内，暂停公共交通，中止酒精和槟榔的销售。此外，该命令还禁止了国内航班，并关闭了公共场所，例如赌博厅、夜总会、体育俱乐部和宗教场所。 
5月3日，国家首都地区和中央省的宵禁被解除，酒精禁令也被解除。聚会仍然被禁止，必须保持社交距离，并且在进入教堂之前必须洗手。
5月5日，学校重新开放；但是，有些学校要求戴口罩，而另一些学校又让学生回家。
布干维尔岛自治区对巴布亚新几内亚内地实行飞行限制。